# Boncelles
Boncelles (en wallon Boncèles ou Lès Boncèles) est une section de la ville belge de Seraing située en Région wallonne dans la province de Liège.
C'était une commune à part entière avant la fusion des communes de 1977.
L'ancien petit village s'est modernisé : on y trouve plusieurs supermarchés (Carrefour, Delhaize, Aldi et Colruyt) et de nombreux magasins.

## Évolution démographique
- Sources : INS, Rem. : 1831 jusqu'en 1970 = recensements, 1976 = nombre d'habitants au 31 décembre.

## Histoire
Entre 1880 et 1890, le fort de Boncelles est édifié, il fera partie des douze forts qui formeront la ceinture fortifiée de Liège.
Lors de la Première Guerre mondiale, la ville de Liège de par ses forts résiste aux envahisseurs dans la première bataille de l'Empire allemand dans cette guerre, la bataille de Liège.
En effet, la bataille de Sart Tilman est un des épisodes les plus marquants de la région. Les troupes belges avaient pour ambition de freiner l'avance allemande. Une église a été élevée à la mémoire des soldats tombés lors de ce combat qui eut lieu dans la nuit du 5 au 6 août 1914. Une plaque commémorative a été apposée sur la ferme de la Cense Rouge non loin de là.
Le rôle du fort, dans la Seconde Guerre mondiale n'est pas aussi important, de fait, le fort d'Ében-Émael fut le premier à tomber aux mains de l'ennemi le 11 mai 1940. Les douze forts de Liège, délaissés par les troupes de campagne, se bornèrent à servir de forts d’arrêt, devant retenir l’ennemi le plus longtemps possible afin de permettre à l’armée Belge et ses alliés de prendre position le long de l’Escaut.
Le commandant Numa Charlier, l'ayant vaillamment défendu et n'ayant pas hissé le drapeau blanc de la reddition, fut tué par une onde de choc pendant le dernier combat et sa phrase restée célèbre « Me rendre ? Jamais ! » est inscrite sur le monument aux morts érigé sur le fort de Boncelles face à la rue qui porte son nom.
En 1977, lors de la fusion des communes, Boncelles fusionne avec Seraing.

## Patrimoine et culture

### Patrimoine architectural et sites

#### Cimetière
Le cimetière de Boncelles est situé rue de Faigneux. L'architecte Charles Dumont y est inhumé.